# Metagonia puebla
Metagonia puebla är en spindelart som beskrevs av Willis J. Gertsch 1986. Metagonia puebla ingår i släktet Metagonia och familjen dallerspindlar. Inga underarter finns listade i Catalogue of Life.